# 二十八天
二十八天（にじゅうはちてん、中国語：二十八天、二十八诸天）とは、中国における仏教の護法善神の仏の事である。
二十八部衆と構成員の重複が多い。二十四諸天と違い、緊那羅や阿修羅も含む。ただし、二十八天の場合も北極紫微大帝といった道教の神も含む。典拠となる経典は日本の二十八部衆と同じ『千手観音造次第法儀軌』で二十八天は千手観音を守る護法善神の仏である。

## 名称
以下の名称は二階堂 善弘「二十四諸天と二十八部衆（東アジアの思想と構造）」からの引用である。
道教神
- 北極紫微大帝（紫微大帝）
- 東岳大帝

居士
- 維摩詰

仏教の天部
- 大梵天
- 帝釈天
- 持国天
- 増長天
- 広目天
- 多聞天
- 密迹金剛
- 散支大将
- 大弁財天
- 吉祥天
- 摩醯首羅
- 乾闥婆
- 阿修羅
- 緊那羅
- 難陀・跋難陀
- 摩睺羅伽
- 鬼子母
- 堅牢地神
- 韋駄天
- 菩提樹天（菩提樹神天：菩提樹を守る女神）
- 摩利支天
- 地蔵王
- 閻魔維（閻魔天）
- 日宮天子
- 月宮天子